# 鼓锣站
鼓鑼站是厦门轨道交通3号线的地铁车站，位于中华人民共和国福建省厦门市翔安区新城中路与石厝路交叉口。本站于2021年6月25日正式启用。

## 车站结构
本站为地下二层岛式车站。
| 地面层   | 出入口                               | 出入口                         |
| 地下一层 | 站厅                                 | 票务服务、客服中心、进出站闸机 |
| 地下二层 | 西行                                 | 3 往廈門火車站方向 （林前）    |
| 地下二层 | 岛式站台，列车运行方向左侧的车门开启 |                                |
| 地下二层 | 東行                                 | 3 往蔡厝方向 （翔安市民公園）  |

## 出入口信息
本站设1、2、4号（共3个）出入口。
|                           |            |          |                  |
| 编号                      | 设施       | 出口指示 | 建议前往的目的地 |
| 2                         |            |          |                  |
| 3                         |            |          |                  |
| 4                         | 升降机标志 |          |                  |
| 註： 設有 \| 設有扶手電梯 |            |          |                  |